# Hexatoma (Eriocera) interlineata
Hexatoma (Eriocera) interlineata is een tweevleugelige uit de familie steltmuggen (Limoniidae). De soort komt voor in het Neotropisch gebied.